# Ceux d'aujourd'hui
Pour plus de détails, voir Fiche technique et Distribution.
Ceux d'aujourd'hui (現代人, Gendai-jin) est un film japonais réalisé par Minoru Shibuya, sorti en 1952.

## Synopsis
Au Pays du Soleil Levant, après 1945, un bureaucrate de l'administration tombe dans la misère.

## Fiche technique
- Titre : Ceux d'aujourd'hui
- Titre original : 現代人 (Gendai-jin?)
- Réalisation : Minoru Shibuya

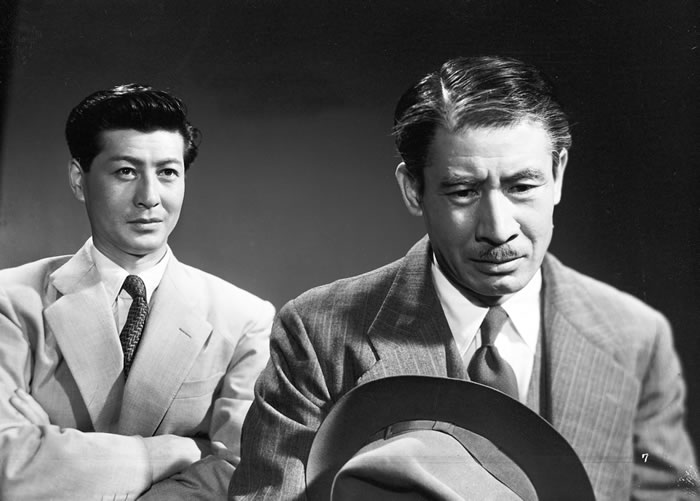
Scène du film avec Ryō Ikebe et Sō Yamamura.

- Scénario : Katsuhito Inomata et Ryōsuke Saitō
- Musique : Hajime Okumura et Hiroshi Yoshizawa
- Photographie : Hiroyuki Nagaoka
- Production : Takeshi Yamamoto
- Société de production : Shōchiku
- Pays d'origine :  Japon
- Langue originale : japonais
- Genre : drame
- Durée : 112 minutes[1] (métrage : 12 bobines - 3 063 m[2])
- Dates de sortie : 
  - Japon : 3 septembre 1952[2]

## Distribution
- Ryō Ikebe
- Isuzu Yamada
- Sō Yamamura
- Toshiko Kobayashi
- Yūko Mochizuki
- Shinsuke Ashida
- Yumi Takano
- Jun Tatara

## Distinctions
Sauf indication contraire, les informations mentionnées dans cette section peuvent être confirmées par la base de données cinématographiques IMDb,  présente dans la section « Liens externes ».

### Récompense
- 1953 : Prix Mainichi du meilleur réalisateur pour Minoru Shibuya et de la meilleure actrice pour Isuzu Yamada[3]
- 1953 : prix Blue Ribbon de la meilleure actrice pour Isuzu Yamada[4]

### Sélection
- Le film a été présenté en sélection officielle en compétition au Festival de Cannes 1953[5].